# 敘利亞過渡政府
敘利亞過渡政府（羅馬化：al-Ḥukūmah al-Intiqāliyyah as-Sūriyyah），為現屆敘利亞政府之部長會議。其於2025年3月29日正式成立，取代由前總理穆罕默德·巴希爾領導的看守政府。

## 背景
2024年，敘利亞反對派發起代號為「遏制侵略」的軍事攻勢，由沙姆解放組織主導，並獲得敘利亞國民軍內受土耳其支持的盟軍協助。這場攻勢迅速推翻巴沙爾·阿薩德的獨裁政權，結束自1971年哈菲茲·阿薩德通過復興黨政變掌權以來，長達50年的阿薩德家族統治。
在阿薩德政權垮台後，巴沙爾·阿薩德的第九任總理穆罕默德·賈拉利在反對派與艾哈邁德·沙拉的支持下繼續以看守身份留任，直至首個過渡政府成立，由穆罕默德·巴希爾領導。2025年2月12日，前敘利亞反對派的兩個主要組織——敘利亞反對派和革命力量全國聯盟與敘利亞談判委員會宣佈效忠過渡政府。2025年3月11日，沙拉與敘利亞民主力量總司令馬茲盧姆·阿卜迪簽署協議，將由敘利亞民主力量控制的機構併入國家體制，設立邊境關卡，並承諾共同打擊阿薩德政權殘餘勢力。此項合併的最後期限定為2025年底。
2025年3月13日，敘利亞總統沙拉正式批准並實施《臨時憲法》，作為國家的臨時基本法，適用於2025年至2030年的過渡時期。該憲法確立總統制，行政權由總統全權掌握，總統負責任命各部長，而政府不再設立總理一職。

## 形成
新政府由敘利亞總統艾哈邁德·沙拉在大馬士革人民宮正式宣佈成立。新任部長在儀式上宣誓就職，並發表施政演說，闡述各自的政策方向。此次政府改組新增兩個部門：青年與體育部以及緊急與災害管理部，同時敘利亞總理一職被廢除。
新政府內閣中有4名來自少數族群的部長，分別是阿拉維派的亞魯布·巴德、德魯茲派的阿姆賈德·巴德爾、基督徒和唯一女部長欣德·卡巴瓦特以及庫爾德族的穆罕默德·阿卜杜勒·拉赫曼·圖爾科。
該政府還包括來自前敘利亞反對派不同團體的人物：在敘利亞內戰期間，穆罕默德·阿布·海爾·舒克里曾是敘利亞全國聯盟成員、拉伊德·薩利赫是「白頭盔」組織負責人，而欣德·卡巴瓦特則曾擔任日內瓦敘利亞談判委員會副主席。

### 經濟改革
沙拉表示，新政府將推動能源改革，以確保可持續發展並實現全天候電力供應。此外，政府將支持農民，保障糧食生產；振興工業，保護本國產品；吸引投資，促進經濟穩定；加強敘利亞貨幣實力，並防止金融市場遭受操控。

### 外交
2025年4月10日，韓國外交部部長趙兌烈訪問敘利亞首都大馬士革，並與敘利亞外交部部長阿薩德·哈桑·希巴尼舉行會談。雙方簽署正式協議，宣布建立外交關係，當中包括開設大使館及互派外交人員的具體安排。
這項協議使朝鮮成為唯一未與韓國建交的聯合國會員國
。

## 成員
| 職銜                 | 部長                            | 上任時間      | 離職時間 | 派別                           | 派別 |
| -------------------- | ------------------------------- | ------------- | -------- | ------------------------------ | ---- |
| 內政部部長           | 阿納斯·卡塔布                   | 2025年3月29日 | 現任     | 沙姆解放組織                   |      |
| 國防部部長           | 穆爾哈夫·阿布·卡斯拉            | 2025年3月29日 | 現任     | 沙姆解放組織                   |      |
| 外交與僑務部部長     | 阿薩德·哈桑·希巴尼              | 2025年3月29日 | 現任     | 沙姆解放組織                   |      |
| 司法部部長           | 麥德哈·艾爾·瓦伊斯              | 2025年3月29日 | 現任     | 沙姆解放組織                   |      |
| 宗教事務部部長       | 穆罕默德·阿布·凱爾·舒克里       | 2025年3月29日 | 現任     | 敘利亞反對派和革命力量全國聯盟 |      |
| 高等教育部部長       | 馬爾萬·哈拉比                   | 2025年3月29日 | 現任     | 獨立                           |      |
| 社會與勞工事務部部長 | 欣德·卡巴瓦特                   | 2025年3月29日 | 現任     | 獨立                           |      |
| 能源部部長           | 穆罕默德·巴希爾                 | 2025年3月29日 | 現任     | 沙姆解放組織                   |      |
| 財政部部長           | 穆罕默德·尤斯爾·巴爾尼耶        | 2025年3月29日 | 現任     | 獨立                           |      |
| 經濟與外貿部部長     | 尼達爾·沙爾                     | 2025年3月29日 | 現任     | 獨立                           |      |
| 衛生部部長           | 穆薩布·納扎爾·阿里              | 2025年3月29日 | 現任     | 獨立                           |      |
| 地方行政與環境部部長 | 穆罕默德·安吉拉尼               | 2025年3月29日 | 現任     | 沙姆解放組織                   |      |
| 緊急與災害管理部部長 | 拉伊德·薩利赫                   | 2025年3月29日 | 現任     | 獨立                           |      |
| 通訊與資訊科技部部長 | 阿卜杜勒‧薩拉姆‧海卡爾          | 2025年3月29日 | 現任     | 獨立                           |      |
| 農業與土地改革部部長 | 阿姆賈德·巴德爾                 | 2025年3月29日 | 現任     | 獨立                           |      |
| 教育部部長           | 穆罕默德·阿卜杜勒·拉赫曼·圖爾科 | 2025年3月29日 | 現任     | 獨立                           |      |
| 公共工程與住房部部長 | 穆斯塔法·阿卜杜勒·拉扎克        | 2025年3月29日 | 現任     | 沙姆解放組織                   |      |
| 文化部部長           | 穆罕默德·薩利赫                 | 2025年3月29日 | 現任     | 獨立                           |      |
| 青年與體育部部長     | 穆罕默德·薩邁赫·哈梅德          | 2025年3月29日 | 現任     | 沙姆解放組織                   |      |
| 旅遊部部長           | 馬贊·薩爾哈尼                   | 2025年3月29日 | 現任     | 獨立                           |      |
| 行政發展部部長       | 穆罕默德·斯卡夫                 | 2025年3月29日 | 現任     | 沙姆解放組織                   |      |
| 交通部部長           | 亞魯布·巴德                     | 2025年3月29日 | 現任     | 獨立                           |      |
| 新聞部部長           | 哈姆扎·穆斯塔法                 | 2025年3月29日 | 現任     | 獨立                           |      |

## 反應

### 國內
羅賈瓦則表明不會遵守第二屆敘利亞過渡政府的決策，並指控該政府的組成讓某一派系得以掌控權力，未能真正代表敘利亞的多元族群。
德魯茲派精神領袖哈穆德·辛納維對敘利亞新政府的成立表示歡迎，並稱讚各部長的演講簡潔且有條理。

### 國際

#### 國家
- 沙烏地阿拉伯：外交部對新政府的成立表示祝賀，並重申願與過渡政府合作，強調雙方將「以體現兩國歷史友誼的方式加強合作，並在各個領域深化雙邊關係」[22]。
- 约旦：外交與僑務部對敘利亞新政府的成立表示歡迎。部門發言人蘇夫揚·庫達表示，約旦有意與新政府深化合作關係[23]。
- 土耳其：外交部歡迎敘利亞新政府的組成，並指此舉顯示敘利亞當局致力推動全面、由敘利亞主導的政治過渡。該部又強調，土耳其將繼續支持敘利亞的政治進程，同時呼籲無條件解除對敘利亞的制裁[24]。
- ：外交部對敘利亞總統宣佈成立新政府表示歡迎，並指卡塔爾將致力加強與敘利亞的雙邊關係。發言人亦重申，卡塔爾支持新政府實現敘利亞人民對穩定、發展與繁榮的期望[25]。
- 科威特：外交部對敘利亞新政府的成立表示歡迎，並祝願新政府成功實現敘利亞人民對安全與繁榮的追求[26]。
- 阿联酋：外交部表示歡迎敘利亞新政府的成立[27]。總統穆罕默德·本·扎耶德·阿勒納哈揚、總理兼杜拜酋長穆罕默德·本·拉希德·阿勒馬克圖姆及阿聯酋副總統曼蘇爾·本·扎耶德·阿勒納哈揚亦分別致電敘利亞總統，表示祝賀[28]。
- 德国：德國駐敘特使施特凡·施內克表示，德國歡迎敘利亞新政府的成立[29]。外交部發言人卡特琳·德紹爾在記者會上補充稱，新政府的成立是邁向未來具包容性政治改革的重要一步[30]。
- 英国：國會中負責中東、阿富汗及巴基斯坦事務的副國務大臣哈米什·福爾科納表示，英國歡迎敘利亞新政府的成立[31]。
- 法國：外交部發聲明表示，法國歡迎敘利亞新政府的成立，並重申支持一項和平而具包容性的政治過渡進程，保障敘利亞的多元社會以及所有國民的權利[32]。
- 挪威：外交部部長埃斯彭·巴特·艾德表示，挪威歡迎敘利亞新政府的成立，並強調具包容性的治理對敘利亞的未來、發展與繁榮至關重要[33]。
- 巴勒斯坦：總統馬哈茂德·阿巴斯向敘利亞總統致賀，祝賀新政府的成立[34]。
- 波蘭：波蘭駐敘利亞大使館表示，波蘭對敘利亞新政府的成立表示歡迎[35]。
- 西班牙：外交部表示歡迎敘利亞新政府的成立，形容此舉是朝着實現國家和平、統一與領土完整邁出的一步[36]。
- 義大利：外交部對敘利亞新政府表示歡迎，並指意方準備協助敘利亞的重建工作，並支持一項具包容性的政治進程[37]。
- 美国：國務院發言人塔米·布魯斯表示，新政府的成立屬正面進展，但指出在敘利亞於反恐等關鍵議題上取得實質進展之前，美方不會放寬制裁措施[38]。
- 伊拉克：總理穆罕默德·希亞·蘇丹尼致電敘利亞總統沙拉，祝賀新政府成立，並重申伊方尊重敘利亞的政治發展[39]。
- 乌克兰：外交部表示歡迎敘利亞新過渡政府的成立，形容此舉是敘利亞邁向和平與民主建設的重要一步，並重申對敘利亞主權與領土完整的支持[40]。
- 马来西亚：總理安華·依布拉欣致電敘利亞總統沙拉表示祝賀，並指馬來西亞將加強與敘利亞的雙邊合作，特別是在經濟領域，並祝願敘利亞人民未來更加繁榮穩定[41]。
- ：外交部長趙兌烈會見總統艾哈邁德·沙拉，並對阿薩德政權結束後成功組成具包容性代表的新政府表示祝賀[42]。

#### 組織
- 欧洲联盟：外交與安全政策高級代表卡婭·卡拉斯、地中海聯盟專員杜布拉夫卡·蘇伊卡及歐盟危機管理專員哈賈·拉赫比卜發表聯合聲明，歡迎敘利亞新過渡政府的成立，表示歐盟願支持敘利亞主導的政治進程，並準備與新政府接觸，同時重申對敘利亞主權、統一與領土完整的尊重[43]。
- 伊斯兰合作组织： 該組織秘書長侯賽因·易卜拉欣·塔哈祝賀敘利亞政府與人民，新政府的成立是一項重要發展[44]。
- 联合国：秘書長發言人斯特凡·杜加里克表示，聯合國敘利亞問題特使裴凱儒「鼓勵敘利亞當局持續推進可信、具包容性且可持續的政治過渡，包括治理改革及下一步過渡安排[45]。」
- 禁止化學武器組織：該組織總幹事費爾南多·阿里亞斯向敘利亞總統沙拉致函祝賀新政府的成立[46]。